# حمض الهوموفانيليك
حمض الهوموفانيليك (HVA) هو مستقلب كاتيكولاميني رئيسي ينتُج عبر عمل متتالٍ للأكسيداز أحادي الأمين وناقل O-ميثيل-كاتيكول على الدوبامين. يُستخدم حمض الهوموفانيليك ككاشف لتحديد الإنزيمات المؤكسدة، وله علاقة بمستويات الدوبامين في الدماغ.
في الطب النفسي وعلم الأعصاب، تقاس مستويات سوائل الدماغ والنخاع من حمض الهوموفانيليك كدليل على الإجهاد الأيضي المسبب بواسطة 2-ديوكسي-D-غلوكوز. يدعم تواجد حمض الهوموفانيليك تشخيص ورم الأرومة العصبية وورم القواتم الخبيث.
معروف بأن مستويات البلازما من حمض الهوموفانيليك أثناء الصيام أكبر لدى النساء من الرجال. ولا يبدو أن هذا ناتج عن تأثير هرمونات البلوغ، لأن مستواها يبقى ثابتا عند المسنات والنساء البالغات ما بعد سن اليأس وكذلك لدى الأشخاص المتحولين جنسيا تبعا لجنسهم الجيني، في كلا الحالتين قبل وأثناء تناول هرمونات التحول الجنسي. الاختلافات في حمض الهوموفانيليك لها علاقة أيضا بتعاطي التبغ، حيث يُظهِر المدخنون كميات أقل من حمض الهوموفانيليك في البلازما.